# Missionsschwestern
Unter Missionsschwestern versteht man Frauenorden innerhalb der Katholischen Kirche oder evangelische Missionsgesellschaften, die den Schwerpunkt ihres Wirkens in der Mission haben. Sie sind in Schuldienst, Krankenpflege und vielen anderen Bereichen tätig.
- Augustiner-Missionsschwestern
- Franziskaner-Missionsschwestern von Maria Hilf
- Gemeinschaft der Missionshelferinnen (Säkularinstitut)
- Missionsschwestern vom Hlst. Herzen Jesu von Hiltrup
- Mariannhiller Missionsschwestern
- Missionsärztliche Schwestern (Medical Mission Sisters, MMS)
- Missionsschwestern Königin der Apostel
- Missionsschwestern unserer Lieben Frau von Afrika
- Missionsschwestern Unserer Lieben Frau von den Aposteln
- Missionsschwestern Unserer Lieben Frau (RNDMs)
- Missionsschwestern vom hl. Petrus Claver
- Missionsschwestern vom Heiligsten Erlöser
- Missionsschwestern vom heiligen Namen Mariens
- Missionsschwestern vom Kostbaren Blut
- Missionarinnen vom Königtum Christi
- Missionsschwestern vom lehrenden und sühnenden Heiland (Misioneras de Jesús Verbo y Vìctima)
- Missionsschwestern vom Unbefleckten Herzen Mariens
- Missionsschwestern von der Heiligen Familie
- Missionsschwestern von der unbefleckten Empfängnis Mariens (MSMI)
- Missionsschwestern von der Unbefleckten Empfängnis der Mutter Gottes (SMIC)
- Steyler Missionsschwestern, Dienerinnen des Heiligen Geistes (Congregatio Servarum Spiritus Sancti, SSpS)
- Xaverianer-Missionarinnen Mariens
- Missionsschwestern der Schwesternschaft der Liebenzeller Mission
- Missionsschulschwestern (Unione Santa Caterina da Siena delle missionarie della Scuola, MdS)